# 1889 en baseball
Chronologie du baseball
Baseball en 1888 - Baseball en 1889 - Baseball en 1890
Les faits marquants de l'année 1889 en Baseball

## Champions

### Ligue nationale
14e édition aux États-Unis du championnat de la Ligue nationale. Les New York Giants s’imposent avec 83 victoires et 43 défaites contre les Dodgers de Brooklyn. 
| Ligue nationale |                               |      |      |        |      |
| Rang            | Club                          | Vic. | Déf. | % vic. | GB   |
| 1er             | New York Giants               | 83   | 43   | .659   | --   |
| 2e              | Boston Beaneaters             | 83   | 45   | .648   | 1    |
| 3e              | Chicago White Stockings       | 67   | 65   | .508   | 19   |
| 4e              | Philadelphia Phillies/Quakers | 63   | 64   | .496   | 20.5 |
| 5e              | Pittsburg Alleghenys          | 61   | 71   | .462   | 25   |
| 6e              | Cleveland Spiders             | 61   | 72   | .459   | 25.5 |
| 7e              | Indianapolis Hoosiers         | 59   | 75   | .440   | 28   |
| 8e              | Washington Nationals          | 41   | 83   | .331   | 41   |

### Association américaine
- 14 octobre : sur la 8e édition aux États-Unis du championnat de l'American Association. Les Brooklyn Bridegrooms s’imposent avec 93 victoires et 44 défaites. Le gain du titre est assuré ce jour. Les Louisville Colonels signent une série de 26 défaites consécutives.

| Association américaine |                             |      |      |        |      |
| Rang                   | Club                        | Vic. | Déf. | % vic. | GB   |
| 1er                    | Brooklyn Bridegrooms        | 93   | 44   | .679   | --   |
| 2e                     | St. Louis Browns            | 90   | 45   | .667   | 2    |
| 3e                     | Philadelphia Athletics (en) | 75   | 58   | .564   | 16   |
| 4e                     | Cincinnati Red Stockings    | 76   | 63   | .547   | 18   |
| 5e                     | Baltimore Orioles           | 70   | 65   | .519   | 22   |
| 6e                     | Columbus Solons             | 60   | 78   | .435   | 33.5 |
| 7e                     | Kansas City Cowboys         | 55   | 82   | .401   | 38   |
| 8e                     | Louisville Colonels         | 27   | 111  | .196   | 66.5 |

### World's Championship Series
- 18/29 octobre : 6e édition aux États-Unis des World's Championship Series de Baseball entre les champions de l'American Association et de la Ligue nationale. Les New York Giants s’imposent (6 victoires, 3 défaites) face aux Brooklyn Bridegrooms.

### Autres compétitions
- Le Habana Club enlève le championnat de Cuba en remportant 16 victoires pour 4 défaites et 1 match nul. Au bâton, Emilio Sabourin affiche une moyenne de 0,305 sur la saison[1].

## Événements
- Le Spalding World Tour fait étapes à Ceylan, en Égypte, en Italie, en France, en Angleterre, en Irlande et aux États-Unis[2]
- Inauguration du « New » Polo Grounds (Polo Grounds II) à New York le 8 juillet. Les New York Giants remportent une victoire 7 à 5 face aux Pirates de Pittsburgh à cette occasion[3].
- Fondation de la Players League qui devient active en 1890. En décembre 1889, la nouvelle ligue enregistre la signature de 71 joueurs de la Ligue nationale et de 16 joueurs de l'Association américaine[4].

## Naissances
| - 7 janvier : Leo Murphy - 22 janvier : Amos Strunk - 25 janvier : Les Nunamaker - 12 février : George Cochran - 18 février : George Mogridge - 5 mars : Jeff Tesreau - 12 mars : Reb Russell - 4 avril : Dutch Lerchen - 13 avril : Claude Hendrix - 27 avril : Hy Myers - 7 mai : Wilson Collins - 19 mai : Wally Snell - 1er juin : Otto Miller |  | - 4 juin : Lee Magee - 13 juillet : Stan Coveleski - 16 juillet : Joe Jackson - 24 juillet : Paul Musser - 28 juillet : Bullet Rogan - 31 juillet : Dan Marion - 22 août : Wally Schang - 24 août : Hank Gowdy - 5 septembre : Bingo DeMoss - 18 septembre : Heinie Groh - 22 septembre : Hooks Dauss - 25 septembre : Dave Robertson - 28 septembre : Jack Fournier |  | - 5 octobre : Jim Bagby - 23 octobre : Hugh Bedient - 25 octobre : Smoky Joe Wood - 26 octobre : Tommy Griffith (en) - 24 novembre : George J. Burns - 1er décembre : Willie Mitchell - 10 décembre : Jimmy Johnston - 13 décembre : Fritz Coumbe - 14 décembre : Lefty Tyler - 19 décembre : Sam Dodge - 23 décembre : Cozy Dolan - 26 décembre : John Henry |

## Décès
- 15 janvier : Lew Brown
- 24 février : Jim McElroy
- 20 mai : Oscar Walker
- 20 juin : Pat McGee
- 22 juillet : John Greason
- 8 août : Harry McCormick